# 博尼
博尼（法語：Bony，法語發音：[bɔni]）是法国上法兰西大区埃纳省的一个市镇，位于该省西北部，属于圣康坦区。

## 地理
博尼（49°59'17"N, 3°13'22"E）面积7.98 平方千米，位于法国上法蘭西大區埃纳省，该省份为法国北部内陆省份，北起北部省，西接索姆省和瓦兹省，东临阿登省和马恩省，西南至塞纳-马恩省，东北部与比利时接壤。
与博尼接壤的市镇（或旧市镇、城区）包括：贝利库尔、勒卡特莱、古伊、阿日库尔、朗皮尔、旺迪勒、龙苏瓦。

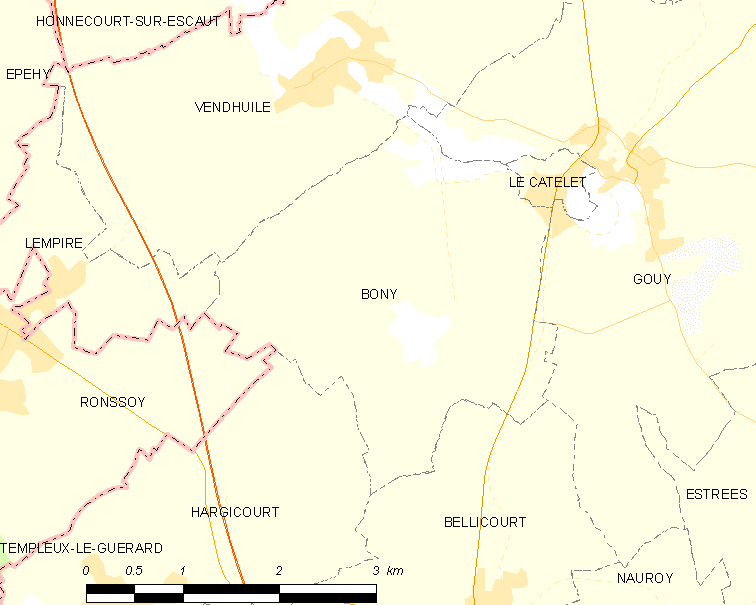
博尼的OSM定位图

博尼的时区为UTC+01:00、UTC+02:00（夏令时）。

## 行政
博尼的邮政编码为02420，INSEE市镇编码为02100。

## 政治
博尼所属的省级选区为博安昂韦尔芒多瓦县。

## 人口

1962-2008年间博尼人口变化图示

博尼于2022年1月1日时的人口数量为139人。